# Yuki (Ibaraki)
Yuki (結城市 -shi) é uma cidade japonesa localizada na província de Ibaraki.
Em 2003 a cidade tinha uma população estimada em 52 746 habitantes e uma densidade populacional de 801,12 h/km². Tem uma área total de 65,84 km².
Recebeu o estatuto de cidade a 15 de março de 1954.
A região é conhecida pelo fabrico tradicional de tecido de seda denominado yūki-tsumugi.